# Simone Vergassola
Simone Vergassola (ur. 24 stycznia 1976 w La Spezii) – włoski piłkarz występujący najczęściej na pozycji prawego pomocnika. Obecnie gra w drużynie AC Siena, której jest kapitanem.

## Kariera klubowa
Simone Vergassola zawodową karierę rozpoczynał w 1992 roku w występującym w Serie C1 Carrarese Calcio. Miejsce w podstawowej jedenastce tego zespołu wywalczył sobie w sezonie 1994/1995, kiedy to wystąpił w 31 spotkaniach. Latem 1996 roku włoski pomocnik trafił do Serie A, gdzie podpisał kontrakt z Sampdorią. W najwyższej klasie rozgrywek w kraju zadebiutował 9 marca 1997 roku w wygranym 4:0 pojedynku z Atalantą BC. Vergassola wraz z ekipą „Blucerchiatich” uplasował się na szóstym miejscu w ligowej tabeli, ale na boisku pojawił się tylko 3 razy. W sezonie 1998/1999 „Doria” zajęła w lidze 16. lokatę i spadła do Serie B. Gdy włoska drużyna 2 razy z rzędu kończyła rozgrywki na 5. miejscu, Simone zdecydował się zmienić klub.
Ostatecznie zawodnik trafił do Torino Calcio, gdzie wywalczył sobie miejsce w podstawowej jedenastce. W sezonie 2002/2003 zespół „Granata” spadł do drugiej ligi. W Turynie Vergassola pozostał tylko na rundę jesienną 2003/2004, po czym przeniósł się do Sieny. Obecnie Włoch jest kapitanem jedenastki „Bianconerich”. Zadebiutował 18 stycznia 2004 roku w przegranym 2:4 ligowym pojedynku z Juventusem. Włoch stał się podstawowym zawodnikiem swojej drużyny i z czasem został jej kapitanem. 28 listopada 2009 roku rozegrał swój 200. mecz ligowy dla Sieny. Ta przegrała 1:2 z Bari, a sam Vergassola strzelił honorową bramkę dla swojej drużyny.